# Neoclytus araneiformis
Neoclytus araneiformis är en skalbaggsart som först beskrevs av Olivier 1795.  Neoclytus araneiformis ingår i släktet Neoclytus och familjen långhorningar.
Artens utbredningsområde är:
- Haiti.
- Guadeloupe.

Inga underarter finns listade i Catalogue of Life.